# Ácido acrílico
El ácido acrílico es un compuesto químico de fórmula CH2=CHCO2H (C3H4O2). Se trata del ácido carboxílico insaturado más simple, con un enlace doble y un grupo carboxilo que ocupa la posición C1. En su estado puro, se trata de un líquido corrosivo, incoloro y de olor penetrante. Es miscible con agua, alcoholes, éteres y cloroformo. Se produce a partir del propileno, un subproducto gaseoso de la refinación del petróleo.
CH2=CHCH3  +  1.5 O2   →  CH2=CHCO2H  +  H2O
Debido al hecho de que el propano es una materia prima significativamente más barata comparada con el propileno, se estudia intensamente la oxidación selectiva en una etapa de propano a ácido acrílico.
Presenta una acentuada tendencia a la creación de polímeros, los cuales se utilizan comercialmente en su forma neutralizada (como el poliacrilato de sodio).
Friedrich Konrad Beilstein obtuvo ácido acrílico mediante la destilación de ácidos hidroacrílicos en 1862.

## Reactividad y usos
El ácido acrílico reacciona, como ácido carboxílico que es, con un alcohol, para formar la correspondiente sal o el correspondiente éster (conocidos como acrilatos o propenoatos). Los ésteres alquílicos más comunes del ácido acrílico son el etil-, butil- y metilacrilato (metacrilato).
El ácido acrílico y sus ésteres rápidamente se combinan con ellos mismos (para formar ácido poliacrílico) u otros monómeros (como acrilamida, acrilonitrilo, vinilo, estireno y butadieno) por reacción con sus dobles enlaces, formando homopolímeros o copolímeros que se usan en la fabricación de plásticos, adhesivos, pinturas, fibras y textiles, polímeros superabsorbentes (SAP), etc.
La demanda de ácido acrílico aumentó constantemente de 3,2 millones de toneladas (2005) a aprox. 5,57 millones de toneladas (2014).